# フルタイムシステム
株式会社フルタイムシステム（英: Fulltime System Co., Ltd.）は、宅配ボックス、マンションインフラサービス、情報端末等の開発・製造・販売行う企業である。

## 概要
1983年（昭和58年）に宅配ボックスを開発。開発のきっかけは創業者の原幸一郎がマンション管理業をしていた頃、管理事務所で預かっていたゴルフバッグが盗難に遭う被害が発生し、管理員が不在でも安全な受け渡しをしたいという想いからであった。
1986年（昭和61年）5月に会社設立。
1986年（昭和61年）7月に実用新案「配送物の安全保管管理システム（宅配ボックス）」を出願。世界で最初に宅配ボックスの開発・販売を実現した会社となる。

## 沿革
- 1983年 -  マンション用宅配ボックスを開発  宅配ボックス管理センターサービス開始（現・FTSコントロールセンター）
- 1986年
  - 5月1日 - 東京都港区浜松町にて設立
  - 7月2日 - 宅配ボックスにて実用新案出願
  - 個人住宅用宅配ロッカーを開発
- 1988年 - フルタイムロッカーによるクリーニング受け渡しサービス開始
- 1993年 - 量産タイプのフルタイムロッカー発売
- 1996年 - フルタイムロッカーによる宅配便発送サービス開始
- 2000年 - フルタイムロッカーにてクレジット決済サービス開始。 「滞留荷物自動通知システム」運用開始
- 2001年 - 冷蔵対応ロッカー発売
- 2004年 - 着荷メール配信サービス開始
- 2005年 - フルタイムロッカー設置台数10,000台を突破
- 2006年 - ICセキュリティ「F-ics(フィクス)」サービス開始
- 2007年 - サイクルシェアリング「F-rents（フレンツ）」サービス開始
- 2008年 - 大学や公共図書館向けにPCおよび書籍の貸出・受取システムを開発
- 2009年 - メールボックス一体型宅配ボックス発売
- 2010年 - EV充電システム、カーシェアリング、食品宅配受取サービスなど、マンション向けサービスを拡充
- 2011年 - 5月1日の創立日が「宅配ボックスの日」として登録される
- 2017年 - 環境大臣賞「環境保全功労者表彰」を受賞。非常食の循環システム付き宅配ロッカー「イーパルボックス」開発・設置。マンション向け「各住戸玄関前宅配ボックス」を共同開発。顔認証によるマンションセキュリティシステム「F-ace（フェイス）」を開発
- 2018年 - フルタイムロッカーの設置台数が30,000台を突破。外置き対応宅配ボックス防滴タイプを発売。マンション内物流システムを構築。宅配ボックス設置シミュレーションアプリ「置けるん?」を開発
- 2020年
  - 5月 - 業界初の除菌対応宅配ボックスを開発
  - 7月 - ギネス世界記録に認定
- 2021年
  - 2月 - 中小企業オフィス市場に「フルタイムロッカー」本格導入
  - 10月 - オフィスDXロッカー「フルタイム@box（フルタイムアットボックス）」が窓口業務の効率化・無人化を実現
  - 11月 - 非接触、無人でできるメルカリポストに採用
  - 12月 - 全国の調剤薬局の待時間を短縮。非対面、非接触でいつでも処方薬の受け取り可能。非対面での薬の受け渡しのお薬専用ピックアップロッカーを強化
- 2022年
  - 1月 - フルタイムロッカーから「ヤフオク!」「PayPayフリマ」の非対面発送サービス開始。フルタイムロッカーの利用者数が480万人を突破
  - 2月 - 日本調剤 菅生薬局にお薬専用ピックアップロッカーを設置。ららぽーとTOKYO-BAYにて店舗の商品をフルタイムロッカーで受け取りできるサービスの実証実験開始
  - 10月 - 東京ヤクルトスワローズのマスコットキャラクター「つば九郎」の家「つば九郎ハウ巣」にフルタイムロッカーを設置
  - 11月 - 野村不動産と共同で、高齢者向け住宅居住者に優しく使いやすいフルタイムロッカーを開発。マンションの宅配ロッカー「フルタイムロッカー」から 「らくらくメルカリ便」で非対面発送が可能
  - 12月 - 宅配ロッカーの操作パネルに、宅配型トランクルーム 「minikura（ミニクラ）」の非対面発送ができる専用ボタンを新たに搭載
- 2023年
  - 1月 - フルタイムロッカーの利用者数が519万人を突破 年間の荷物預かり個数は7692万個以上
  - 2月 - マンション居住者専用「電動キックボード」シェアサービスを開始
  - 3月 -
    - 西宮市立図書館「予約図書受取ロッカー」を駅前などに設置
    - 「スポーツエールカンパニー2023（スポーツ庁）」および 「令和4年度東京都スポーツ推進企業（東京都）」認定を受ける。
    - マンションISP国内シェアNo.1のつなぐネットと連携し、施設予約と宅配ボックスのシステムコラボで24時間利用を可能とする
    - 「上松町まち・ひと・しごと創生推進事業」に寄付を実施
    - 茅ヶ崎市立図書館「予約資料受取ロッカー」を駅に設置

  - 4月 - JR野洲駅に、滋賀県内初となる「予約本受取ボックス」を設置
  - 6月 - 関西みらい銀行『環境寄付型私募債～グリーンパスポート～』を実施
  - 7月 - パナソニック製インターホンとフルタイムロッカーが連動
  - 8月 -
    - DXYZ（ディクシーズ）と業務提携。フルタイムロッカーに顔認証プラットフォーム「FreeiD（フリード）」を内蔵。
    - nat株式会社の第三者割当増資を引き受け、資本業務提携

  - 11月 -「物流の2024年問題」に対応する再配達削減ソリューション「フルタイムロッカーロボット宅配システム」各住戸前配送実証実験を実施
- 2024年
  - 1月 - フルタイムロッカーの利用者数が555万人を突破。年間の荷物預かり個数は8958万個以上
  - 2月 - 青森県及び八戸市と株式会社フルタイムシステム八戸が参加し、FTS八戸コントロールセンター開設に係る基本協定調印式を開催
  - 4月 - 世田谷区立図書館「図書館ブックボックス」を駅に設置
  - 5月 - フルタイムロッカーを三井不動産レジデンシャル・京阪電鉄不動産が採用
  - 9月 -
    - コーセーの直営店「Maison KOSÉハラカド」にフルタイムシステムのピックアップロッカーを導入。
    - 枚方市立図書館「予約図書受取ロッカー」を駅に設置
    - ユアスタンド株式会社と資本業務提携。集合住宅における電気自動車にかかる充電インフラ事業分野において協業

  - 12月 -
    - 横須賀市役所が「Fulltime＠box」を導入。
    - パナソニックとDXで連携し、共用部宅配ロッカーと各住戸前宅配ボックスのDXシステムを共同開発。様々な荷物を適正な場所への配達により再配達削減と利便性向上を目指す
    - フルタイムシステム、フルタイムロッカー、三菱HCキャピタル、日本郵便による協業の開始。宅配ボックスの設置拡大により再配達削減に貢献
- 2025年1月 - 2025年日本国際博覧会（大阪・関西万博）未来社会ショーケース事業 「フューチャーライフ万博・フューチャーライフエクスペリエンス」展示

## 受賞歴
- 2010年 - 第7回エコプロダクツ大賞 エコプロダクツ部門 審査員長特別賞（奨励賞） レンタサイクルコミュニティシステムF-rents［フレンツ］
- 2012年 - グッドデザイン賞2012にて、非常時に電気自動車から非常用電源として住宅に給電するシステム「F-chage+2M」が、カーシェアリング・電気自動車の付加価値を創造しているとして評価され、受賞
- 2013年 - グッドデザイン賞2013 サイクルシェアリングの電気自転車充電用の「モバ電くん」を非常用電源として活用するシステムが評価され、受賞
- 2016年 - グッドデザイン賞2016 各住戸専用宅配ボックス「フルタイムマイボックス」の機能が評価され、受賞
- 2017年 - 平成29年度環境大臣賞「環境保全功労者表彰」 フルタイムシステムの開発した宅配ロッカーの発明・設置を通して、再配達の削減、運搬時のCO2の削減につながる『地球温暖化防止に対する功績』を評価され、受賞
- 2018年 - 紺綬褒章。北海道上川郡清水町への台風被害に対する支援により受章
- 2018年 - グッドデザイン賞2018 「各住戸玄関前宅配ボックス」が高い利便性を実現しているとして、受賞。顔認証による集合住宅入館システムF-ace［フェイス］の便利さ・スタイリッシュなデザインである点を評価された
- 2019年 - グッドデザイン賞2019。4社で開発したシェアリング防災宅配ロッカーが受賞
- 2020年 - グッドデザイン賞2020 「マンションセキュリティシステムF-ics［フィクス］ 」 「館内物流対応フルタイムロッカー」 「マスクOK! 顔認証操作宅配ロッカー」
- 2021年 - グッドデザイン賞2021 ライオンズスマートボックス 宅配サービスを自宅で完結、万一の災害にも備えられる集合住宅の各戸専用宅配ロッカー
- 2021年 - グッドデザイン賞2021 街受取ロッカー [冷蔵品受取ロッカーにおけるリモート管理] 遠隔にて現地のロッカー内の温度監視、記録、 温度の閾値を設定機能等
- 2021年 - グッドデザイン賞2021 宅配ロッカー [F-rents（フレンツ）] 利用者にサービスとシステムを同時に提供ができる集合住宅用のEV充電器開発
- 2021年 - グッドデザイン賞2021 EV充電器 [F-charge(エフチャージ)] マンションユーザー向けのEV充電スタンド
- 2021年 - グッドデザイン賞2021 宅配ロッカー [DXロッカーシステム] 複数の宅配ロッカーがIoTでつながり情報共有
- 2022年 - グッドデザイン賞2022 お薬受け渡しロッカー
- 2022年 - グッドデザイン賞2022 集合住宅向け宅配物の受け取りサービス
- 2022年 - グッドデザイン賞2022 ロッカーでのフリマ集荷サービス
- 2022年 - グッドデザイン賞2022 合住宅向け内見キー貸出システム
- 2023年 - グッドデザイン賞2023 ロボット宅配システム[MAPS (Mansion Automation Package-Drop System)]
- 2023年 - グッドデザイン賞2023 EV充電器 [F-charge(エフチャージ)3.0]
- 2023年 - グッドデザイン賞2023 マンションセキュリティシステム[QR/FeliCaリーダー]
- 2024年 - グッドデザイン賞2024 オフィスポスト[オフィスDXポスト]
- 2024年 - グッドデザイン賞2024 予約資料無人受け取りシステム[フルタイムボックス]
- 2024年 - グッドデザイン賞2024 宅配ロッカー・コインロッカー[防災用受け渡しロッカーシステム]
- 2024年 - ウッドデザイン賞2024 木ならではのやすらぎとぬくもりを感じられる木製フルタイムロッカー

## 製品・サービス

### 製品一覧〔現行〕
- フルタイムロッカー - 荷物の受け渡しが24時間可能、クリーニング・宅配物の集荷発送が可能。分譲マンション向けの宅配ロッカーの他、オフィス・公共・商業施設向け、店舗向けのフルタイムロッカーがある。
- POSTAKU［ポスタク］- 郵便ポストと宅配ボックスの２つの機能をまとめて搭載したフルタイムロッカー。新聞や郵便物などの荷物から大型の荷物まで受取、荷物の預入・取出、クリーニングや宅配物の集荷発送が可能
- Fulltime Locker home（冷蔵）［フルタイムロッカーホーム］- ネットスーパーなどから食品を受け取るための、冷蔵ボックスつき宅配ロッカー。
- Fulltime Locker home（防滴）［フルタイムロッカーホーム］- 屋外や雨水のかかる場所に設置可能。
- Fulltime@boX［アットボックス］- オフィス向けフルタイムボックス。無人・非対面でPC・プロジェクターなどの備品、個人情報記載書類などの荷物の受け渡しが可能。利用者情報管理・予約システム搭載。社内チャットなどのコミュニケーションツールとの連携も可。
- フルタイムボックス
  - PCシェアロッカー - 大学図書館・オフィス向けのフルタイムボックス。PCやタブレットの貸出業務代行可。
  - 予約資料受取ロッカー - 公共図書館向けのフルタイムボックス。資料等の時間外受け取りが可能。
- お薬フルタイムロッカー（お薬専用ピックアップロッカー）- 処方薬の効率的な受け渡しで、待ち時間を解消し、待合室の混雑を緩和。非対面・非接触で受け渡しは感染症対策にも役立つ。

### 関連会社製品
- チャレンジボックス - 低価格リースのモデル。24時間荷物の受け取り可能な賃貸専用宅配ボックス。雨足の届く場所に設置可能な防滴タイプあり。

### サービス一覧
- ボックスオプション
- 集荷発送サービス
- 設備連動オプション
- 着荷通知オプション
- 顔認証セキュリティサービス F-ace［フェイス］
- ICセキュリティ F-ics［フィクス］
- マンション施設予約 Fun Life Navi［ファンナビ］
- お知らせメール
- サイクルシェアリング F-rents［フレンツ］
- マンションカーシェアリング ［フレンツ倶楽部］
- 利用状況確認システム Web-Check System
- EV充電システム F-charge［エフチャージ］
- EV→マンション給電システム F-charge＋2M［エフチャージ］
- ⾮常⽤電源 ［モバ電くん］
- 食品宅配受取サービス ［食配ラボ］
- 農業イベント ［マンションオーナーズファーム］
- 収納代行サービス
- 循環型コミュニティシステム ［F-rents コミュニティシステム］

## 事業所・施設

### 主な事業所
- 東京本社 - 東京都千代田区
- 横浜支店 - 神奈川県横浜市港北区北新横浜
- 札幌支店 - 札幌市中央区南1条
- 仙台支店 - 仙台市青葉区一番町
- 名古屋支店 - 名古屋市昭和区滝子町
- 大阪支店 - 大阪市中央区南本町
- 広島営業所 - 広島市東区光町
- 福岡支店 - 福岡市博多区上呉服町
- 沖縄営業所 - 沖縄県那覇市牧志
- 宅配ボックスギャラリー金沢 - 石川県金沢市広岡

### 関連会社
- 株式会社フルタイムシステム八戸 - 青森県八戸市十三日町1
- 株式会社フルタイムロッカー
  - 横浜本社 - 神奈川県横浜市港北区北新横浜
  - 東京支店 - 東京都千代田区岩本町
  - 大阪支店 - 大阪市中央区南本町
  - 金沢支店 - 金沢市広岡
  - 仙台営業所 - 仙台市青葉区一番町
  - 名古屋営業所 - 名古屋市昭和区滝子町
  - 松山営業所 - 愛媛県松山市清住
  - 福岡営業所 - 福岡市博多区上呉服町
- 株式会社フルタイムファーム - 北海道上川郡清水町字御影南
  - 東京事務所 - 東京都千代田区岩本町（株式会社フルタイムシステム内）